# Olenevod
Olenevod (en rus: Оленевод) és un poble (un possiólok) del krai de Primórie, a l'Extrem Orient de Rússia, que en el cens del 2010 tenia 823 habitants.